# Niambia duffeyi
Niambia duffeyi is een pissebed uit de familie Platyarthridae. De wetenschappelijke naam van de soort is voor het eerst geldig gepubliceerd in 1981 door Ferrara & Taiti.